# Castiarina erubescens
Castiarina erubescens es una especie de escarabajo del género Castiarina, familia Buprestidae. Fue descrita científicamente por Blackburn en 1901.